# Vönöck
Vönöck é um município da Hungria, situado no condado de Vas. Tem 17,6 km² de área e sua população em 2015 foi estimada em 728 habitantes.